# 鳳山青年夜市
鳳山青年夜市（英語名稱：Cingnian Night Market），簡稱青年夜市，位於臺灣高雄市鳳山區中崙一路與凱旋路上的夜市，經歷六次搬遷，於2021年11月遷至現址，搬至本處前的上一次位置為前鎮區的高雄凱旋觀光夜市。
占地3000坪，營業日為每週四、週五、週六及週日17:00點～24:00。

## 歷史
- 1998年：始稱「鳳山文衡夜市」，以鳳邑赤山文衡殿為起點，沿文衡路兩旁擺攤，橫跨鳳山建國路，結束於鳳山火車站後出口，當時為台灣最長夜市。
- 2008年：因交通問題，文衡夜市歷經多次搬遷，最終移置青年路地下道旁，從此改名為「青年夜市」，也因此被稱為「鳳山青年夜市」。
- 因租約問題，青年夜市自鳳山區青年路地下道遷往鳳山商工旁，隨後搬至博愛路與瑞興路一帶[2]。
- 2018年3月18日，因土地合法性問題，鳳山青年夜市最後一日營業，爾後原址拆除。[3]
- 2018年4月6日，為了配合政府提倡合格夜市，遷至高雄市前鎮區凱旋四路繼續營業，並與凱旋國際觀光夜市合併為「凱旋青年觀光夜市」。
- 2019年11月18日，原先於週一違法佔據前鎮區勞工公園旁一德路營業的一德勞工夜市，部分攤商業者配合高雄市政府安排，遷至凱旋青年夜市旁，仍照舊於週一營業[4]。由凱旋青年夜市管委會管理。
- 2021年11月6日，因管委會決定將凱旋青年夜市，轉型成專攻觀光客的夜市，而青年夜市則又搬回到鳳山，新址在中崙一路上[5]。
- 2022年7月至9月，高雄市環保局攜手鳳山青年夜市推「減廢迺夜市自備享好康」活動，每個周末只要自備環保杯、環保餐盒、購物袋到貼有標章的環保攤商消費，就可享折扣優惠[6]。

## 特色小吃
- 小鮮鹽水雞
- 不一樣滷鴨血
- 尚峰豆乳雞
- 阿Q凍圓
- 賴港式臭豆腐
- 福町關東煮
- 308食堂
- 一鼎香滷味
- 柳哥臭豆腐
- 霞姐碳烤
- 酉記臭豆腐
- 吃犇紅酒佐牛肉
- 珍好佳地瓜球
- 不老屋牛排
- 神農鋪青草茶
- 五芳可麗餅
- 跳跳蝦
- 拉麵廣田

## 交通

### 捷運
- 高雄捷運：O11鳳山西站距離約1.8公里

### 公車資訊
- 高雄市公車：許厝(凱旋路口)站距離約380公尺

| 編號 | 經營業者 | 區間                 | 備註       |
| ---- | -------- | -------------------- | ---------- |
| 25   | 統聯客運 | 瑞豐站－歷史博物館   | 二段收費。 |
| 紅10 | 東南客運 | 前鎮高中－鳳山轉運站 | 二段收費。 |

### 公共自行車
- 高雄市公共自行車租賃系統：五甲社區公有停車場(國富路/國富路21巷口西北側)距離約700公尺

## 周邊
- 八仙公園
- 鳳農市場
- 鳳山台糖假日花市

## 外部連結
- 鳳山青年夜市的Facebook專頁